# Serafin (Protopopow, biskup samarski)
Serafin, imię świeckie Simieon Iwanowicz Protopopow (ur. 1818 w Moskwie, zm. 30 grudnia 1890?/11 stycznia 1891) – rosyjski biskup prawosławny.

## Życiorys
Był synem kapłana prawosławnego. Ukończył seminarium duchowne w Moskwie i Moskiewską Akademię Duchowną. W 1844 ukończył studia teologiczne i został wykładowcą Kazańskiej Akademii Duchownej. W 1845 uzyskał stopień naukowy magistra nauk teologicznych. 8 listopada 1847 złożył wieczyste śluby mnisze, 19 listopada tego samego roku został wyświęcony na hierodiakona, zaś dzień później – na hieromnicha. W 1851 uzyskał stanowisko profesora Akademii. W 1852 został archimandrytą.
W 1854 został inspektorem seminarium duchownego w Kazaniu, redaktorem pisma Prawosławnyj sobiesiednik oraz członkiem komitetu ds. cenzury. Po roku przeniesiony na analogiczne stanowisko w seminarium duchownym w Symbirsku, zaś w 1856 – do seminarium w Twerze. W 1857 został przełożonym Monasteru Chłopięcego w Twerze. Władał językami starożytnymi (greka, łacina, hebrajski) oraz niemieckim i francuskim.
10 kwietnia 1866 miała miejsce jego chirotonia na biskupa staro-russkiego, wikariusza eparchii nowogrodzkiej. W 1869 został ordynariuszem eparchii smoleńskiej i dorogobuskiej. W 1874 przeniesiony do eparchii ryskiej i mitawskiej, zaś w 1877 został biskupem samarskim i stawropolskim. W latach 1886–1888 uczestniczył w pracach Świątobliwego Synodu Rządzącego dotyczących reformy programowej szkół duchownych Rosyjskiego Kościoła Prawosławnego. Prowadził surowy i ascetyczny tryb życia.
Zmarł w 1891 po dwumiesięcznej chorobie. Został pochowany we wzniesionym z jego inicjatywy soborze św. Aleksandra Newskiego w Samarze przy ołtarzu św. Aleksego.